# Ośrodek Badań nad Kulturą Ormiańską w Polsce

Siedziba Ośrodka Badań nad Kulturą Ormiańską w Polsce. Kamienica przy ul. Sławkowskiej 17 w Krakowie

Ośrodek Badań nad Kulturą Ormiańską w Polsce – instytucja naukowa powołana do życia w 2019 roku przez Polską Akademię Umiejętności. Pierwsza w historii Polski stała instytucja naukowa, której celem są badania armenologiczne oraz upowszechnianie wiedzy o historii i kulturze Ormian polskich.

## Opis
Tradycje badań armenologicznych mają w Polsce długą tradycję, jednak dotychczas opierały się na pracy pojedynczych badaczy interesujących się tą tematyką. Nigdy nie istniała stała instytucja naukowa powołana do prowadzenia i finansowania badań. W 2014 roku rozpoczęły się starania ze strony krakowskich naukowców – prof. Krzysztofa Stopki i dr. hab. Andrzeja A. Zięby, o utworzenie Ośrodka. Instytucją nadrzędną, która zgodziła się na włączenie Ośrodka w swoje struktury, jest Polska Akademia Umiejętności (PAU) z prezesem prof. Janem Ostrowskim na czele, przy aprobacie ministra nauki i szkolnictwa wyższego.
Inauguracja Ośrodka Badań nad Kulturą Ormiańską w Polsce odbyła się 21.09.2019 r. w Muzeum Uniwersytetu Jagiellońskiego Collegium Maius w Krakowie. W uroczystości wzięło udział grono wybitnych armenologów i przedstawiciele ośrodków akademickich z Polski i zagranicy. W auli zaprezentowano trzy z siedmiu portretów lwowskich ksień benedyktynek ormiańskich, podarowane przez benedyktynki z Wołowa oraz tkaninę liturgiczną (welum) pochodzącą z klasztoru w Muşu.
Ośrodek powstał w celu prowadzenia kwerendy, badań analitycznych oraz upowszechniania wiedzy o historii i kulturze Ormian polskich. Instytucja podjęła współpracę z czterema doktorami historii: Tomaszem Krzyżowskim, Marcinem Łukaszem Majewskim, Jakubem Osieckim i Franciszkiem Wasylem. Ośrodek, we współpracy z innymi wydawcami, ma na celu również kontynuację publikacji periodyku naukowego „Lehahayer” oraz serii wydawniczej „Pomniki dziejowe Ormian polskich” i Biblioteka „Lehahayer”.
Podczas inauguracji przedstawiono skład Rady Naukowej, do której weszli naukowcy i osoby związanych ze środowiskiem Ormian. Prof. Jan Ostrowski wręczył członkom Rady akty nominacyjne.

## Rada Naukowa
Skład Rady Naukowej Ośrodka Badań nad Kulturą Ormiańską w Polsce w kolejności alfabetycznej:
- Monika Agopsowicz – członek Rady Fundacji Kultury i Dziedzictwa Ormian Polskich, autorka publikacji historycznych o Ormianach polskich;
- prof. George Bournoutian – historyk, armenolog, iranista, wykładowca w Iona College, współredaktor Encyclopædia Iranica;
- Armen Checzojan – dyrektor generalny Fundacji Rozwoju i Wsparcia Badań Armenistycznych „ANIW”;
- prof. dr Armenuchi Drost-Abgarian – badaczka chrześcijańskiego Orientu i kultury bizantyjskiej, armenolog, wykładowczyni Uniwersytetu Marcina Lutra w Halle i Wittenberdze;
- prof. dr hab. Armen Edigarian – matematyk, pracownik Katedry Analizy Matematycznej oraz prorektor Uniwersytetu Jagiellońskiego;
- Zbigniew Manugiewicz – przewodniczący rady nadzorczej korporacji PMP Group, współautor książki o miasteczku Kuty nad Czeremoszem, skąd wywodzi się wielu Ormian zamieszkających w Polsce;
- prof. dr hab. Lidia Matynian – chórmistrzyni, dyrektor Instytutu Dyrygentury Chóralnej, Edukacji Muzycznej i Rytmiki w Akademii Muzycznej w Krakowie, dyrygent i kierownik Chóru Chłopięcego Filharmonii im. Karola Szymanowskiego;
- Edward Mier-Jędrzejowicz – przedstawiciel mniejszości ormiańskiej w Komisji Wspólnej Rządu i Mniejszości Narodowych i Etnicznych;
- prof. Claude Mutafian – historyk, armenolog, matematyk, wykładowca Université Paris XIII, członek zagraniczny Narodowej Akademii Nauk Republiki Armenii;
- ks. prof. dr hab. Józef Naumowicz – historyk literatury wczesnochrześcijańskiej, patrolog, bizantynolog, kierownik Katedry Historii Starożytnej w Uniwersytecie Kardynała Stefana Wyszyńskiego w Warszawie, wiceprzewodniczący Komisji Bizantynologicznej PAN, redaktor naczelny serii „Studia Antiquitatis Christianae” i „Biblioteka Ojców Kościoła”, proboszcz ormiańskokatolickiej parafii centralnej pw. św. Grzegorza z Nareku w Warszawie;
- prof. dr Judit Pál – historyk, specjalistka w zakresie dziejów Siedmiogrodu, stosunków etnicznych, autorka publikacji o historii Ormian siedmiogrodzkich, wykładowca Wydziału Historii Uniwersytetu Babeșa i Bolyaia w Klużu-Napoce;
- prof. dr hab. Andrzej Pisowicz – armenista i iranista, nestor krakowskiej armenistyki, członek Collegium Invisibile, redaktor „Biuletynu Ormiańskiego Towarzystwa Kulturalnego”;
- dr hab. inż. Marderos Ara Sayegh – profesor Politechniki Wrocławskiej, prezes Ormiańskiego Komitetu Narodowego Polski;
- prof. dr hab. Ewa Siemieniec-Gołaś – językoznawca, kierownik Zakładu Turkologii w Instytucie Orientalistyki Uniwersytetu Jagiellońskiego, członek Komitetu Nauk Orientalistycznych Polskiej Akademii Nauk, wiceprezes Polskiego Towarzystwa Orientalistycznego;
- prof. dr hab. Krzysztof Stopka – historyk, kierownik Zakładu Historii Kultury i Edukacji Historycznej w Instytucie Historii UJ, dyrektor Muzeum UJ, przewodniczący Komisji Wschodnioeuropejskiej PAU, redaktor naczelny czasopisma „Lehahahyer”.